# Niklaus Thut

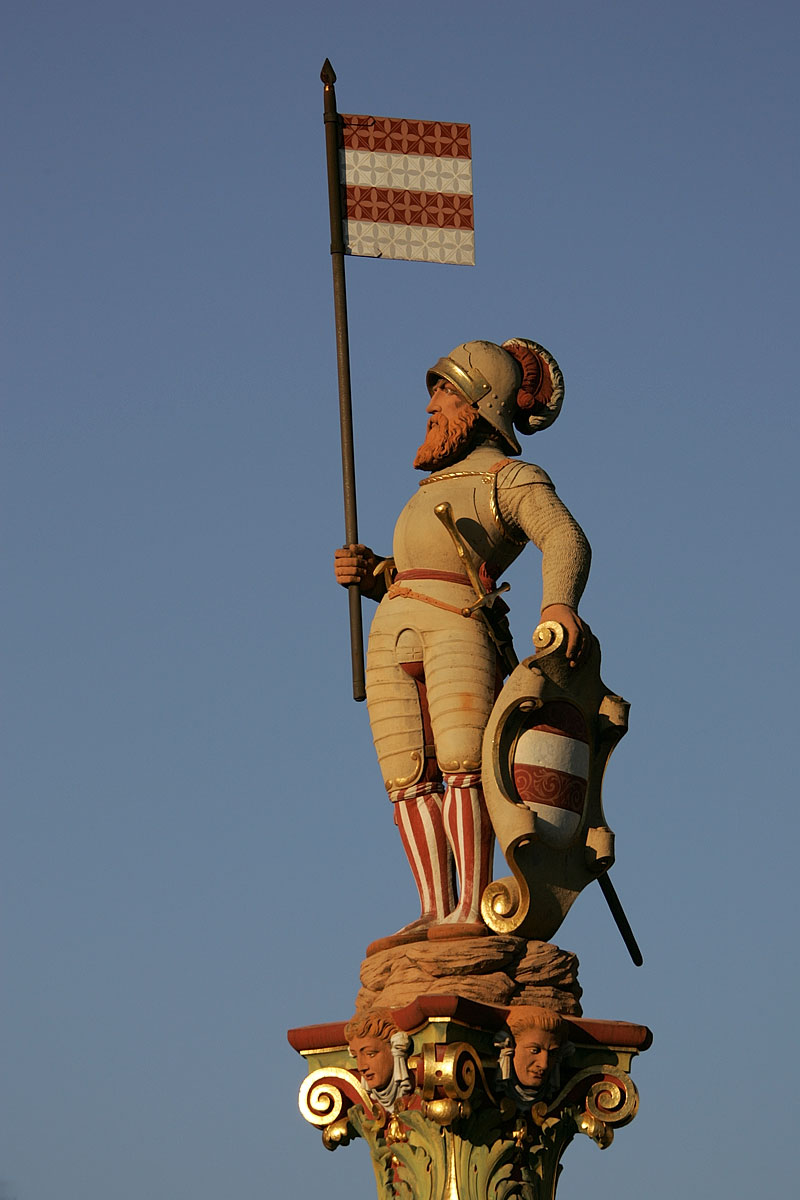
Niklaus-Thut-Brunnen in der Zofinger Altstadt

Niklaus Thut († 9. Juli 1386; damalige Schreibweise: Claus Tuto) war Schultheiss der habsburgischen (heute schweizerischen) Stadt Zofingen und fiel in der Schlacht bei Sempach. Seit dem 16. Jahrhundert wird er als legendärer Stadtheld verehrt.
Sein Geburtsdatum ist nicht bekannt, da fast alle städtischen Dokumente beim Stadtbrand im Jahr 1396 vernichtet wurden. Er war ein begüterter Stadtbürger und durchlief die damals übliche Ämterlaufbahn. Von 1375 bis 1379 hatte er das höchste zu vergebende Amt inne, jenes des Schultheissen. Nach 1380 begann Luzern mit der gezielten Erweiterung seines Territoriums; während andere Städte in der Umgebung sich mit den Luzernern verbündeten, hielt Zofingen treu zu den Habsburgern.
In der Schlacht bei Sempach am 9. Juli 1386 führte Niklaus Thut als Bannerträger die Zofinger Hilfstruppen in den Kampf. Er und elf weitere Zofinger fielen in der Schlacht. Der Legende nach soll er kurz vor seinem Tod das Zofinger Banner vom Stock gerissen, heruntergeschluckt und es so dem Zugriff der Eidgenossen entzogen haben. Dadurch bewahrte er die Stadt vor einer grossen Schmach. Als Thuts Leiche drei Tage nach der Schlacht in seine Heimatstadt überführt wurde, fand man das Banner in seinem Magen.
Das Schicksal des Zofinger Banners und dessen Rettung wird in zeitgenössischen Quellen nicht erwähnt, die erste schriftliche Überlieferung erschien erst im 16. Jahrhundert. Die Geschichte von Thuts Heldenmut entwickelte sich in der Folge zum eigentlichen Stadtmythos und Niklaus Thut wird seither als Stadtpatron verehrt. 1894 stiftete die Studentenverbindung Zofingia aus Anlass ihres 75-jährigen Bestehens den Niklaus-Thut-Brunnen. Der Gerechtigkeitsplatz in der Zofinger Altstadt, auf dem der Brunnen errichtet wurde, trägt seither den Namen Niklaus-Thut-Platz.